# Enochrus carinatus
Enochrus carinatus är en skalbaggsart som först beskrevs av Leconte 1855.  Enochrus carinatus ingår i släktet Enochrus och familjen palpbaggar.

## Underarter
Arten delas in i följande underarter:
- E. c. fucatus
- E. c. carinatus